# Agathosma geniculata
Agathosma geniculata är en vinruteväxtart som beskrevs av Neville Stuart Pillans. Agathosma geniculata ingår i släktet Agathosma och familjen vinruteväxter. Inga underarter finns listade i Catalogue of Life.